# HONEY FLASH
『HONEY FLASH』（ハニー・フラッシュ）は、SILVAの1枚目のアルバム。1999年6月23日発売。

## 概要
SILVAにとって初めてのフルアルバム、シングル含め初めてオリコンTOP10入り。累計売上は25万枚。

## 収録曲
1. morning prayer (5:05)
  - 作詞：SILVA 作曲・編曲：朝本浩文

3rdシングル、日本テレビ系「FUN」FUN'S RECOMMEND #004。
2. Almost Love（Album Version） (5:10)
  - 作詞：SILVA 作曲・編曲：黒羽康司

4thシングル、TBS系「エクスプレス」ウェザーテーマ。
3. Phone (5:23)
  - 作詞・作曲：SILVA 編曲：CHOKKAKU
4. Mothership (5:04)
  - 作詞・作曲：SILVA 編曲：CHOKKAKU

5thシングルのC/Wとしてリカット。
5. Summer Sick (4:44)
  - 作詞：SILVA 作曲・編曲：黒羽康司

4thシングル。
6. One Night Samba (5:10)
  - 作詞：SILVA 作曲・編曲：黒羽康司
7. 雨にうたう (6:06)
  - 作詞：SILVA 作曲・編曲：朝本浩文

1stシングルC/W曲。
8. Sachi（Album Version） (5:02)
  - 作詞：SILVA 作曲・編曲：朝本浩文

1stシングル、テレビ朝日系「ニュースステーション」ウェザーテーマ。
9. smile (5:02)
  - 作詞：SILVA 作曲・編曲：村山晋一郎
10. 愛したいだけ・・・ (5:31)
  - 作詞：SILVA 作曲・編曲：朝本浩文
11. water, flower (5:31)
  - 作詞：SILVA 作曲・編曲：朝本浩文

2ndシングル、テレビ朝日系「サンデージャングル」エンディングテーマ。
12. Couples (4:31)
  - 作詞：SILVA 作曲・編曲：村山晋一郎
13. water, flower（speedometer nasty mix） (4:36)
  - 作詞：SILVA 作曲・編曲：朝本浩文